# Киробо
Киробо (от яп. 希望 — «надежда» и ロボット — «робот») — первый робот-астронавт. Был разработан совместными усилиями Dentsu, научно-исследовательского центра передовой науки и техники Токийского университета, Robo Garage, Toyota и JAXA в рамках проекта, названного Kibo Robot project.
Был выведен на орбиту 4 августа 2013 года на космическом грузовике HTV4 вместе с грузами для МКС, прибыл на станцию 9 августа.
Киробо выполнял роль робота-компаньона японского астронавта Коити Ваката, который осуществлял свою космическую миссию с 7 ноября 2013 по 14 мая 2014 года.
Возвращен на Землю 11 февраля 2015 года на борту SpaceX CRS-5 
Киробо был дважды внесён в Книгу рекордов Гиннесса, во-первых, в качестве первого робота-компаньона в космосе и, во-вторых, в качестве робота, осуществляющего связь с Землёй с самой большой высоты.

## Характеристики
| Характеристика   | Значение  |
| ---------------- | --------- |
| Масса            | 980 грамм |
| Высота           | 34 см     |
| Ширина           | 18 см     |
| Глубина          | 15 см     |
| Степеней свободы | 20        |

## Способности
Основными способностями Киробо являются:
- Распознавание голоса, жестов и речи
- Автоматическая обработка естественного языка
- Голосовой синтезатор, киробо запрограммирован на общение по-японски
- Распознавание лиц
- Система записи видео